# Ołeksandr Hładenko
Ołeksandr Witalijowycz Hładenko (ukr. Олекса́ндр Віта́лійович Гладе́нко; ur. 3 grudnia 1991 w Berdiańsku) – ukraiński siatkarz, reprezentant Ukrainy, grający na pozycji środkowego. 

## Sukcesy klubowe
Superpuchar Ukrainy:
- 2016, 2018, 2019

Puchar Ukrainy:
- 2017, 2018, 2019

Mistrzostwo Ukrainy:
- 2018, 2019, 2023[5], 2024[6]
- 2017, 2025[7]
- 2022